# Ujung Tanjung III
Ujung Tanjung III is een bestuurslaag in het regentschap Lebong van de provincie Bengkulu, Indonesië. Ujung Tanjung III telt 459 inwoners (volkstelling 2010).